# The Smuggler's Sister (film 1914)
The Smuggler's Sister è un cortometraggio muto del 1914 diretto da Colin Campbell.

## Produzione
Il film fu prodotto dalla Selig Polyscope Company.

## Distribuzione
Distribuito dalla General Film Company, il film - un cortometraggio in una bobina - uscì nelle sale cinematografiche statunitensi il 3 marzo 1914.